# Europsko prvenstvo u vaterpolu – Budimpešta 2001.
Vaterpolsko EP 2001. 25. je izdanje ovog natjecanja. Održano je u Budimpešti u Mađarskoj od 15. do 24. lipnja. SR Jugoslavija je sa svim pobjedama osvojila svoj prvi naslov; u poluzavršnici je pobijedila Hrvatsku 8:6, a u završnici Italiju 8:5. Hrvatska je u borbi za broncu izgubila od Mađarske 12:9.

## Konačni poredak
| Mj. | Država         |
| --- | -------------- |
| 1.  | SR Jugoslavija |
| 2.  | Italija        |
| 3.  | Mađarska       |
| 4.  | Hrvatska       |
| 5.  | Rusija         |
| 6.  | Španjolska     |
| 7.  | Grčka          |
| 8.  | Slovačka       |
| 9.  | Njemačka       |
| 10. | Nizozemska     |
| 11. | Rumunjska      |
| 12. | Francuska      |

| Pobjednici                 |
| -------------------------- |
| SR Jugoslavija Prvi naslov |